# Salangen
68°52′36″N 17°50′0″Ø / 68.87667°N 17.83333°Ø
Salangen kommune (samisk: Siellaid gielda) ligger i Troms og Finnmark fylke i Norge. Den grænser i nord til Dyrøy og Sørreisa, i øst til Bardu, i syd til Lavangen, og over Sagfjorden i vest til Ibestad. Kommunen har 2.263 indbyggere  og ligger i Indre Sør-Troms mellem de tre byer Harstad, Narvik og Tromsø.
Kommunecenteret er Sjøvegan som ligger inderst i Sagfjorden.

## Kirker og kapel
Salangen kirke ligger i kommunecentret Sjøvegan og blev taget i brug i 1981. Kirken er bygget af beton og træ. Elvenes kapel ligger på Elvenes 11–12 km øst for kommunecentret.

## Natur
Naturen i Salangen kommune byder på stor variation fra hav til fjeld. Salangselven, som munder ud inderst i Sagfjorden, og Løksebotnvassdraget giver gode muligheder for fiskeri. Der er også gode muligheder for havfiskeri. Gennem titusinder af år har Sagelven dannet grotter på sin vej mod havet. Kommunen består af en række fjeld- og turområder som kan benyttes både sommer og vinter.

## Trafikforbindelser i Salangen

### Afstande
til:
- Tromsø: 187,1 km
- Harstad: 141,9 km (via Bjerkvik)
- Harstad: 77,9 km (via Sørrollnes inkl. ferge)
- Narvik: 91,1 km
- Finnsnes: 70,8 km

### Hurtigbåd
Der er hurtigbådforbindelse med Brøstadbotn, Engenes og Harstad.

### Bus
Der er busforbindelse med Tromsø, Finnsnes, Harstad og Narvik.

## Seværdigheder
- Lundbrygga bådsamling
- Salangen bygdemuseum
- Kistefoss mølle
- Gorsas-gammen
- Sagelven grotter

## Salangensværket[2]
Salangensværket er i dag et moderne industriområde. Lige op af de med de moderne virksomheder ligger ruinene af et industriforetagende som tiltrak arbejdskraft fra store dele af Nord-Norge – så længe det varede. Fra århundredskiftet og frem til første verdenskrig blev Salangen oversvømmet af udlændinge med kapital. Tiden var præget af optimisme og tro på fremtiden. Salangensværket blev bygget som et storslået malmeventyr som varede i knap 10 hektiske år, med det nyeste indenfor teknologi, moderne arbejderboliger, solidaritet mellem arbejdere og konflikter med ledelsen. Jernmalm fra Salangen blev udskibet , og meget endte nok som ammunition i krigen.
Jernmalmen ble hentet på Storhaugen 7–8 km nordøst for Salangensværket. Malmen blev transporteret på tovbane ned til forædlingsverket og udskibning.
I slutningen af 1912 var det definitivt slut med malmeksporten fra Storhaugen. Der er flere teorier for dette, både de vanskelige klimatiske forhold, kvaliteten på malmen og de urolige politiske forholde i Europa er nævnt.
I dag præges det gamle Salangensværket af tidens tand, men produktionsprosessen er fortsat til at følge gennem ruinerne i landskabet og en veltilrettelagt sti.